# Adolph Wilhelm Berger

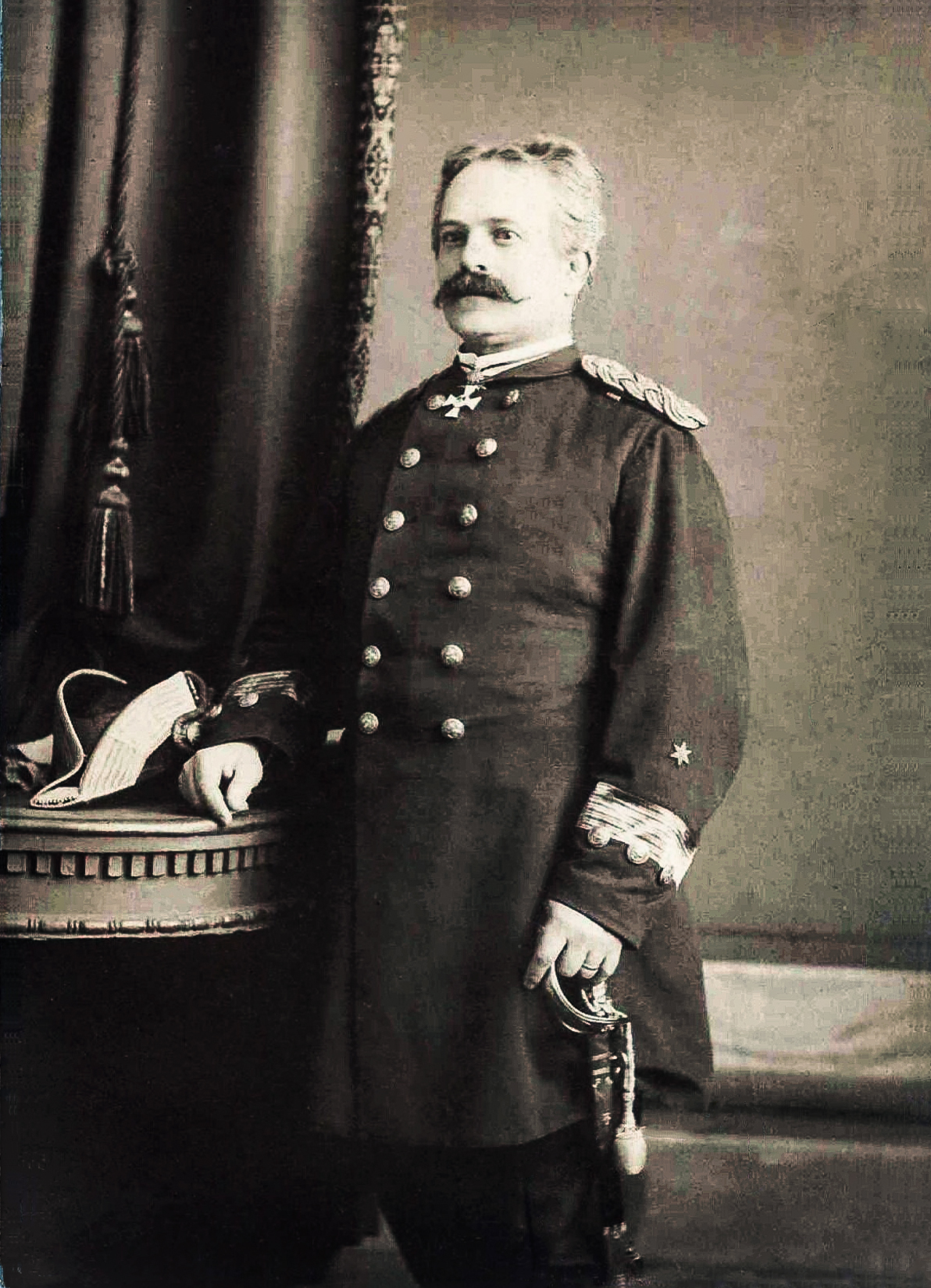
Adolph Wilhelm Berger

Adolph Wilhelm Berger (* 30. Oktober 1829 in Rastenburg; † 1. Oktober 1898 in Göttingen) war ein deutscher Marineoffizier, letzter Dienstgrad Vizeadmiral der Kaiserlichen Marine.

## Leben
Berger war der Sohn des späteren preußischen Obersts Johann Sebastian Christian Berger (1793–1871) und dessen Ehefrau Henriette Wilhelmine Marie Betty, geborene Scholinius (1804–1881). Seine Brüder Hermann (1828–1912) und Otto (1837–1910) erreichten in der preußischen Armee den Rang eines Generalleutnants.

### Militärkarriere
Berger trat am 4. September 1848 als Matrose II. Klasse in die preußische Marine in Stettin ein und wurde am 1. November 1848 zum Kadetten ernannt. Von Oktober 1848 bis zum September 1849 wurde er als Midshipman auf der amerikanischen Fregatte St. Lawrence ausgebildet.
- 20. November 1849 Kadett I. Klasse; umernannt zum Seekadett I. Klasse
- 19. Januar 1855 Leutnant zur See II. Klasse
- 27. September 1859 Leutnant zur See I. Klasse; umernannt zum Kapitänleutnant 20. Mai 1864
- 29. August 1866 Korvettenkapitän
- 19. September 1872 Charakter als Kapitän zur See
- 2. September 1873 Patent als Kapitän zur See
- 17. Dezember 1878 Konteradmiral
- 24. Juli 1883 zur Disposition gestellt unter Verleihung des Charakters als Vizeadmiral

Berger diente auf diversen Schiffen der preußischen und der kaiserlichen Marine in unterschiedlichen Funktionen, als Wachoffizier, als Kadettenoffizier und als Erster Offizier. Von Februar bis Dezember 1863 war er zur Royal Navy kommandiert an Bord der Black Prince.
Im Seegefecht bei Jasmund am 17. März 1864 während des Deutsch-Dänischen Krieges trafen dänische und preußische Seestreitkräfte östlich der Halbinsel Jasmund, einem Teil der Insel Rügen, aufeinander. Im Gefecht wurde Berger, der als Erster Offizier auf der Korvette Arcona diente, schwer verwundet. Nach einem Lazarettaufenthalt wurde er bis zum September 1864 beurlaubt.
Berger wurde vom 26. Mai bis zum 29. September 1867 Kommandant der Brigg Musquito, die als Ausbildungsschiff für Schiffsjungen diente. Weitere Schiffe, die unter dem Kommando von Berger standen, waren:
- 12. Oktober 1867 bis 6. Mai 1869 und 15. April 1874 bis 20. September 1874 Segelfregatte Niobe
- 3. Dezember 1874 bis 8. Januar 1875 und 19. Mai 1875 bis 4. November 1875 Panzerkorvette Hansa
- 1. Dezember 1876 bis 16. Mai 1877 und 4. November 1877 bis 26. November 1878 Artillerieschulschiff Renown
- 17. Mai 1877 bis 3. November 1877 Panzerfregatte Friedrich Carl

Am 25. September 1879 wurde Berger, im Dienstgrad eines Konteradmirals, mit der Wahrnehmung der Geschäfte des Chefs der Marinestation der Nordsee in Wilhelmshaven beauftragt. Unter Verleihung des Charakters als Vizeadmiral wurde Berger am 24. Juli 1883 zur Disposition gestellt.

### Auszeichnungen
- Roter Adlerorden 2. Klasse mit Eichenlaub und Schwertern am Ring
- Roter Adlerorden 4. Klasse mit Schwertern
- Königlicher Kronen-Orden 2. Klasse
- Königlich Dänischer Dannebrogorden, Kommandeur-Kreuz 2. Klasse

### Familie
Er heiratete am 8. Oktober 1865 in Halle (Saale) Elisabeth Marie Barries (1845–1894), eine Tochter des Sanitätsrats Carl Ludwig Barries. Das Paar hatte vier Kinder.
- Anna (1866–1946) verheiratet mit dem Theologen Max Löhr
- Wilhelm (*/† 1868)
- Marie (1870–1944) verheiratet mit dem Medizinalrat Hugo Neuhaus
- Fritz (1871–1931) Kapitän zur See verheiratet mit Emma, geb. Rodde

### Tod und Grabstätte
Adolph Wilhelm Berger starb am 1. Oktober 1898 im Alter von fast 69 Jahren in Göttingen an einem Herzinfarkt. Der Leichnam wurde nach Berlin überführt und dort am 6. Oktober 1898 auf dem Neuen Garnisonsfriedhof in der Hasenheide beigesetzt. Vermutlich existiert die Grabstelle nicht mehr.